# 4485 Radonezhskij
4485 Radonezhskij este un asteroid din centura principală, descoperit pe 27 august 1987 de Nikolai Cernîh.